# Comedy Central Apresenta
Comedy Central Apresenta é uma série de televisão brasileira de comédia exibida originalmente pela VH1, depois sendo transferida para o Comedy Central. Originada do programa americano Comedy Central Presents ela é transmitida desde 3 de outubro de 2011 sendo gravada no Comedians Comedy Club. Sua primeira temporada teve a apresentação de Danilo Gentili, as demais tiveram um apresentador em cada episódio. A classificação indicativa do programa é de "não recomendado para menores de 14 anos".

## Enredo
Originado do programa americano Comedy Central Presents criado por Paul Miller, o Comedy Central Apresenta exibe apresentações de stand-up com humoristas brasileiros conhecidos no cenário da comédia.

## Elenco

### Primeira temporada
| Episódio   | Apresentador   | Comediante(s)                     |
| ---------- | -------------- | --------------------------------- |
| Episódio 1 | Danilo Gentili | Marcos Castro Rogério Morgado     |
| Episódio 2 | Danilo Gentili | Felipe Hamashi Mauricio Meirelles |
| Episódio 3 | Danilo Gentili | Paulinho Serra Enio Vivona        |
| Episódio 4 | Danilo Gentili | Marcelo Marrom Fabio Lima         |
| Episódio 5 | Danilo Gentili | Murilo Gun Patrick Maia           |
| Episódio 6 | Danilo Gentili | Robson Nunes Fábio Lins           |
| Episódio 7 | Danilo Gentili | Mhel Marrer Nigel Goodman         |
| Episódio 8 | Danilo Gentili | Rogério Vilela Zé Neves           |

### Segunda temporada
| Episódio   | Apresentador   | Comediante(s)                                |
| ---------- | -------------- | -------------------------------------------- |
| Episódio 1 | Lucas Silveira | André Santi Fabiano Cambota Bruno Motta      |
| Episódio 2 | Jair Rodrigues | Daniel Duncan Marcelo Marrom Marco Zenni     |
| Episódio 3 | Penélope Nova  | Daniel Duncan Rudy Landucci Rodrigo Capella  |
| Episódio 4 | Rita Cadillac  | Diogo Portugal Felipe Absalão Afonso Padilha |
| Episódio 5 | Angela Dip     | Paulo Vieira Nando Viana Gus Fernandes       |